# Gschaid bei Birkfeld
Gschaid bei Birkfeld est une ancienne commune autrichienne du district de Weiz en Styrie.